# 小行星4249
小行星4249（英語：4249 Kremze）是一颗围绕太阳公转的小行星。1984年9月29日，安東寧·姆爾科斯在克列特发现了此天体。
这颗小行星的绝对星等为164.85878等。